# Flersguterjunge
Flersguterjunge è il quinto album da solista del rapper tedesco Fler. È stato pubblicato nel giugno del 2010, dalla Label indipendente ersguterjunge.

## Tracce
1. Intro – 0:39
2. Neues Ich – 3:24
3. Los, lauf! – 3:35
4. Alles gefickt – 3:48
5. Blaulicht bei Nacht (feat. Bushido) – 3:09
6. Flersguterjunge (feat. Bushido) – 3:21
7. Das alles ist Deutschland (feat. Bushido & Sebastian Krumbiegel) – 3:36
8. Alles ist vergänglich – 3:12
9. Schwer erziehbar 2010 – 3:31
10. Immer noch derselbe – 3:01
11. Halt mich fest (feat. Reason) – 3:32
12. Ich spiel, um zu gewinnen – 3:42
13. Kopfgefickt (feat. Silla)– 3:51
14. Russisch Roulette – 3:19
15. Gewaltbereit – 2:54
16. Skit – 1:25
17. Bis zum Hals in der Scheiße – 3:09
18. Zu viel geweint (feat. Reason & Kay One) – 3:54
19. Wer hätte das gedacht? – 3:41
20. Engel der Nacht (feat. Puls) – 4:2o
21. Mit dem BMW (feat. Bushido) – 3:34